# Dasht-e Pāgerd
Dasht-e Pāgerd (persiska: دَشت پاگِرد, دَشتِ پاگِرد, دَشت پاگَرد, دشت پاگرد) är en ort i Iran.   Den ligger i provinsen Chahar Mahal och Bakhtiari, i den centrala delen av landet, 500 km söder om huvudstaden Teheran. Dasht-e Pāgerd ligger 1 718 meter över havet och antalet invånare är 732.
Terrängen runt Dasht-e Pāgerd är huvudsakligen kuperad, men den allra närmaste omgivningen är platt. Dasht-e Pāgerd ligger nere i en dal. Runt Dasht-e Pāgerd är det ganska glesbefolkat, med 21 invånare per kvadratkilometer. Närmaste större samhälle är Māl-e Khalīfeh, 3,3 km norr om Dasht-e Pāgerd. Omgivningarna runt Dasht-e Pāgerd är i huvudsak ett öppet busklandskap.